# Striži (pattuglia acrobatica)
Gli Striži (in russo Стрижи?; «Rondoni») sono una pattuglia acrobatica dell'Aeronautica Militare Russa. Creato il 5 maggio 1991 sulla base aerea di Kubinka, il team è composto da sei tra MiG-29S e MiG-29UB.

## Storia
Nati il 6 maggio 1991 gli Strizhi costituiscono il secondo team acrobatico del 237°TsPAT di Kubinka, inizialmente equipaggiati con MiG-29A e MiG-29UB dipinti con una livrea geometrica bianca e blu. La loro prima esibizione estera avviene nell’ottobre 1991 ad Uppsala, in Svezia. Nel 2003 il team adotta una nuova livrea sui MiG-29S: una rondine azzurra in campo rosso sul ventre ed in campo rosso e bianco sul dorso, e due scritte in cirillico “MiG” stilizzate in azzurro sugli impennaggi. Queste ultime, che appaiono differenti su ciascun impennaggio, sono state sostituite nel 2017 da un motivo geometrico tricolore e dalla scritta ”VKS Rossii” (Forza Aerospaziale Russa).